# 폿브로트
폿브로트(영어: potbrood)는 현재의 남아프리카 공화국에 정착한 보어인에 의해 만들어진 빵이다. 폿브로트는 더치 오븐이라고도 불리는 철 냄비에 구워진다. 폿브로트를 구울 때 더치 오븐은 미리 파둔 구덩이 속에 놓아두며 구덩이 밑에는 뜨거운 석탄을 놓아둔다. 하지만 현대에 들어서면서 더치 오븐을 사용하는 방법은 점점 사라지고 있다. 오늘날에는 대신 브라이 (Braai)라고 불리는 작은 요리용 냄비에 목탄을 넣는 방식으로 폿브로트를 굽는다.

## 같이 보기
- 남아프리카 공화국 요리
- 보어인
- 더치 오븐